# Lutherkirche (Insterburg)

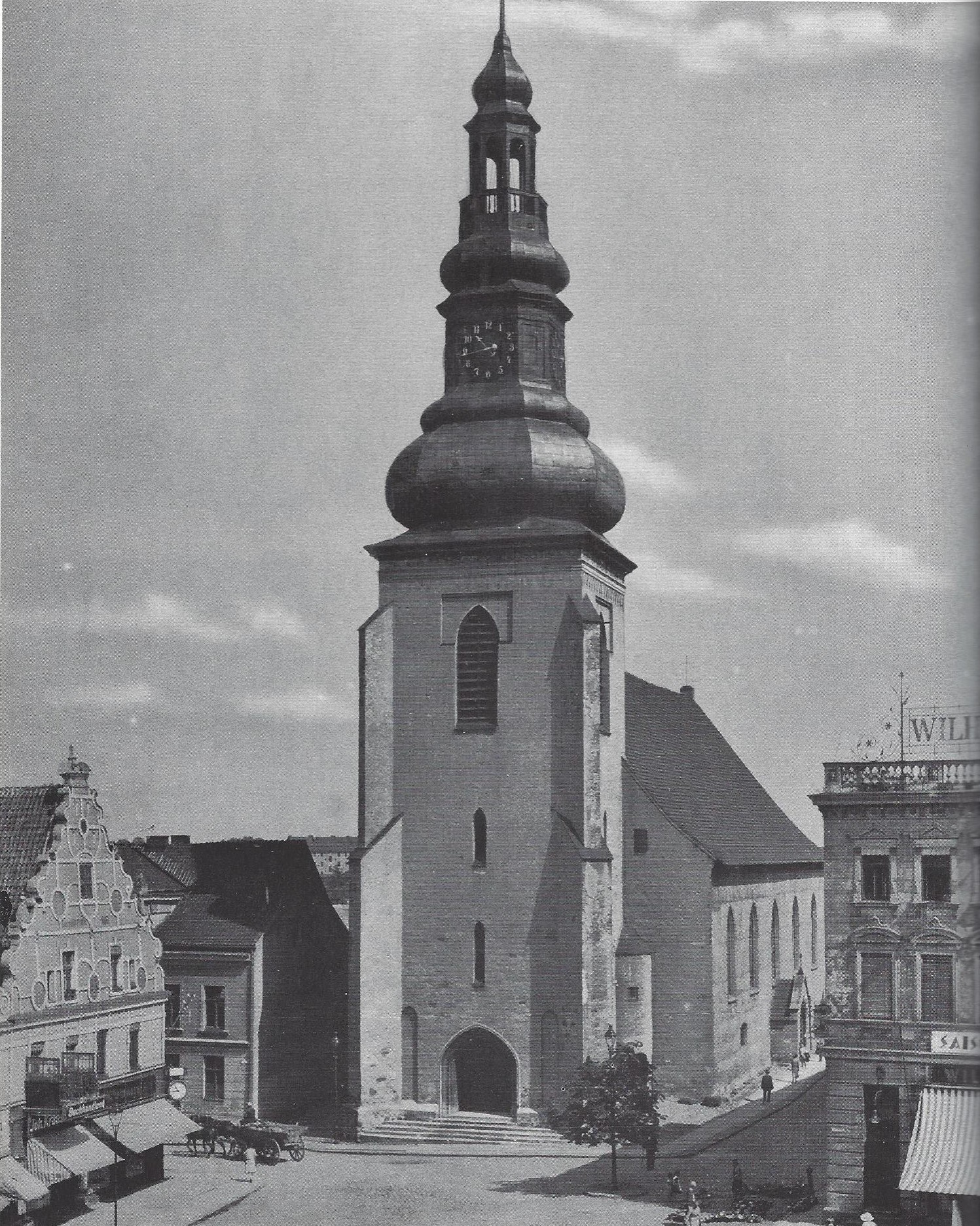
Wahrzeichen Insterburgs

Die Lutherkirche (auch: Stadtkirche) in der ostpreußischen Stadt Insterburg (heute russisch: Tschernjachowsk) war ein chorloser verputzter Backsteinbau am ehemaligen Alten Markt. Sie wurde in den Jahren von 1610 bis 1612 errichtet. Bis 1945 war sie – ab 1911 neben der Melanchthonkirche – evangelisches Gotteshaus in der Dreiflüssestadt. Sie wurde 1972 gesprengt und ihre Mauerreste danach abgetragen. An sie erinnern noch einige Kellergewölbe und eine Arkadenwand an der Freitreppe, die zum Fluss hinabführt.

## Kirchengebäude
Die Insterburger Lutherkirche wurde in den Jahren 1610 bis 1612 anstelle einer bereits 1537 erwähnten älteren Kirche erbaut. Es handelte sich bei ihr um einen chorlosen verputzten Backsteinbau mit vorgesetztem, im Oberbau später veränderten Westturm.

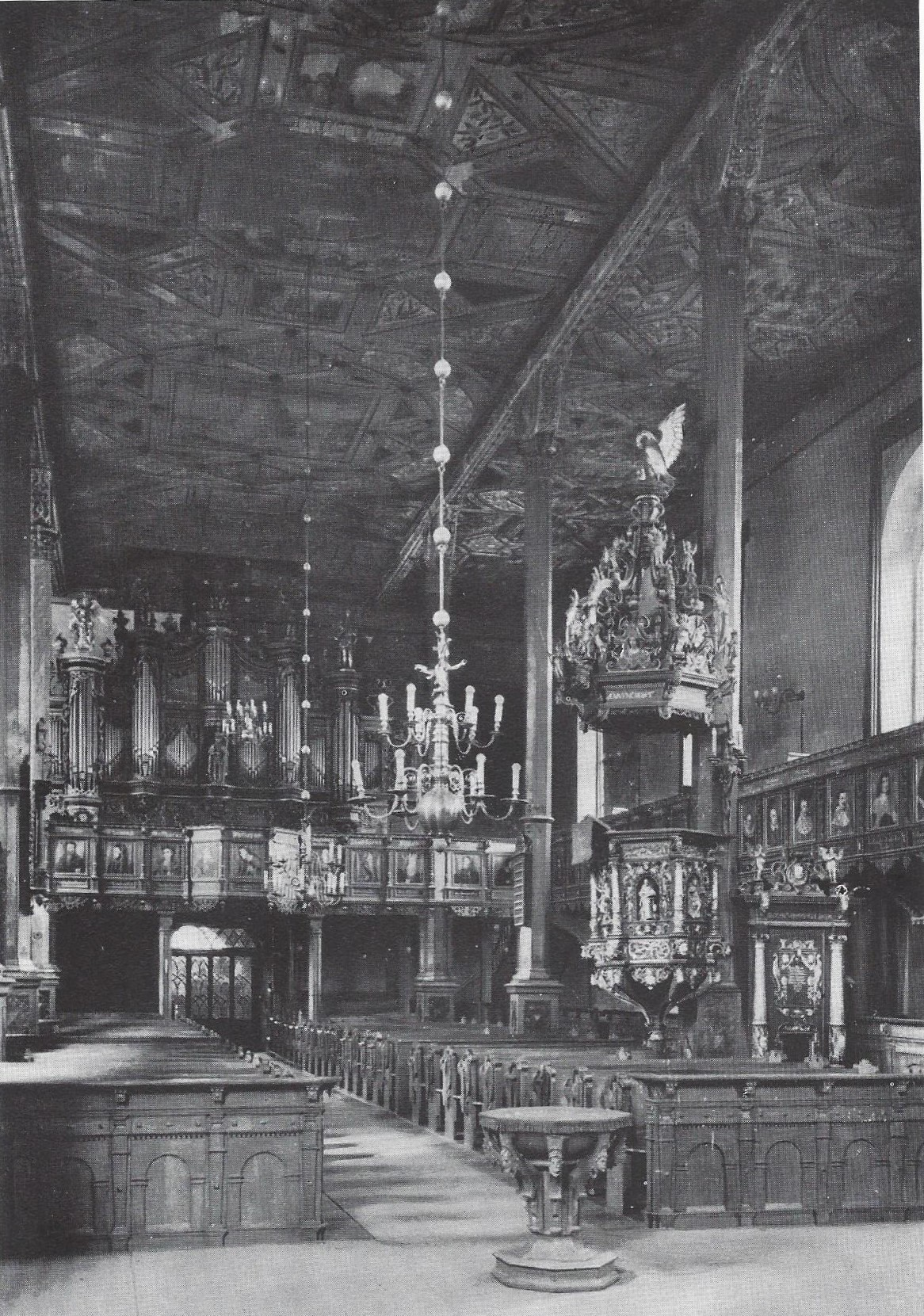
Der Kircheninnenraum

Den Kircheninnenraum, der durch Stützpfeiler unterteilt war, überzog eine flache Decke. Diese war wie auch die Emporenbrüstungen in den Jahren zwischen 1644 und 1653 ausgemalt worden. Dabei wies die Decke biblische Motive zu den Themen Schöpfung, Sünde, Erlösung und Heiligung auf – nach niederländischen Vorlagen dargestellt durch die Maler Zeigermann und Menio. Die Emporen zeigten Köpfe der Apostel, Heiligen, Herrscher und verdienter Männer. Die Kanzel bemalte Philipp Westpahl, kurfürstlicher Maler aus Königsberg.
Der Altar der Kirche war zwischen 1622 und 1634 gefertigt worden und zeigte im Mittelbild eine Darstellung der Kreuzigung Christi, im Oberteil seine Grablegung. Von demselben Meister stammte auch die reich verzierte Kanzel. Teile des Altars befinden sich – jetzt neu zusammengesetzt – in der Pfarrkirche St. Peter und Paul in Morąg (Mohrungen) in der polnischen Woiwodschaft Ermland-Masuren.
Anstelle einer alten Orgel von Johann Zickermann 1589 wurde 1764 vom Königsberger Orgelbauer Johann Preuß ein neues Werk erstellt. 1898 hat die Orgelbauwerkstatt Wilhelm Sauer in Frankfurt (Oder) ein neues Orgelwerk in das alte Gehäuse gesetzt. Schon 1912 wurde das Orgelwerk umgebaut von Sauer. Ein weiterer Umbau erfolgte 1935 durch die Firma E. Kemper & Sohn.
Im Turm der Kirche, dessen Helm 1912 in der ursprünglichen barocken Form wiederhergestellt wurde, befanden sich drei Glocken. Eine von ihnen, die 1942 für Rüstungszwecke eingezogen wurde, fand sich nach Kriegsende auf dem Glockenfriedhof wieder. Sie läutet seit 1952 in der St.-Nicolai-Kirche Hannover-Bothfeld.
Noch in den 1930er Jahren wurde die Lutherkirche einer grundlegenden Renovierung unterzogen. Beim Kriegsgeschehen 1945 wurde das Gotteshaus beschädigt. Im Jahre 1972 wurde sie gesprengt und der Standort eingeebnet.

## Kirchengemeinde
Bereits in vorreformatorischer Zeit bestand in Insterburg eine Kirchengemeinde. Die Reformation fand hier bereits früh Eingang, denn schon 1525 war hier ein lutherischer Geistlicher im Amt. Anfangs gehörte Insterburg zum Bistum Samland, später wurde es Sitz einer eigenen Inspektion, zu der auch die Lutherkirchengemeinde gehörte. Der Kirchenkreis war dann bis 1945 Teil der Kirchenprovinz Ostpreußen der Kirche der Altpreußischen Union. In den Jahren 1909 bis 1911 wurde als Filialkirche die Melanchthonkirche errichtet als zweites Gotteshaus der 1925 bereits 42.000 Gemeindeglieder zählenden Pfarrei mit weitflächigem Kirchspiel. In ihr waren zuletzt vier Geistliche tätig, unterstützt von einem speziellen Pfarrer an der Strafanstalt.
Neben der lutherisch geprägten Gemeinde hatte sich seit 1701 – von Glaubensflüchtlingen aus der Schweiz und aus Frankreich initiiert – in Insterburg eine Gemeinde der Reformierten Kirche gebildet, deren zwischen 1886 und 1890 errichtetes Gotteshaus als Garnisonskirche genutzt wurde. Sie gehörte ebenfalls zur Kirchenprovinz Ostpreußen der Kirche der Altpreußischen Union, allerdings in einem gesonderten reformierten Kirchenkreis.
Aufgrund von Flucht und Vertreibung der einheimischen Bevölkerung sowie der restriktiven Kirchenpolitik der Sowjetunion brach das kirchliche Leben in Insterburg fast bis auf den Nullpunkt ein. Erst in den 1990er Jahren entstand eine neue evangelisch-lutherische Gemeinde, die Pfarrsitz einer weitflächigen Kirchenregion ist und zur Propstei Kaliningrad der Evangelisch-lutherischen Kirche Europäisches Russland gehört.

### Kirchspiel
Zum Kirchspiel der Lutherkirche gehörte das gesamte Stadtgebiet Insterburg, außerdem waren 44 Ortschaften bzw. Wohnplätze der Umgebung in das Kirchspiel Insterburg-Land eingebunden (* = Schulorte):
| Deutscher Name                                 | Russischer Name |  | Deutscher Name                                               | Russischer Name |
| ---------------------------------------------- | --------------- |  | ------------------------------------------------------------ | --------------- |
| Abschruten, 1938–1946: Lindenwalde             |                 |  | Lenkeningken, 1938–1946: Georgenhorst                        |                 |
| Alt Kamswicken, 1938–1946: Kamswiken           |                 |  | Louisenthal                                                  | Nachimowo       |
| *Althof                                        | Kunskoje        |  | Nausseden                                                    |                 |
| Birkenfeld                                     | Krasnowka       |  | Neu Kamswicken                                               |                 |
| *Friedrichshof                                 |                 |  | Neu Stobingen, 1939–1946: Stobingen                          | Gussewka        |
| Dwarischken, 1928–1946: Eichenberg             | Lesnoje         |  | Neue Welt                                                    |                 |
| Eichwald                                       | Petrosawodskoje |  | *Neuendorf                                                   | Sagorodnoje     |
| Erdmannsruh                                    |                 |  | Pakalehnen, 1938–1946: Schweizersdorf                        | Lenskoje        |
| *Gaitzuhnen                                    | Nowaja Derewnja |  | Pieragienen                                                  |                 |
| *Groß Siegmuntinnen, 1928–1946: Siegmundsfelde | Baikal          |  | Powehlischken, 1938–1946: Hoffnungsglück                     |                 |
| Groß Stobingen, 1939–1946: Stobingen           | Gussewka        |  | Sandeshöfchen                                                |                 |
| Irrmuntinnen                                   | Nachimowo       |  | Siegmanten                                                   |                 |
| Jessen                                         | Solowjowo       |  | Siegmundshof, 1928–1946: Siegmundsfelde                      | Baikal          |
| Karalene, 1938–1946: Luisenberg                | Seljony Bor     |  | Siemonischken, 1938–1946: Siegmanten                         | Makowo          |
| Klein Bubainen                                 |                 |  | Szameitkehmen, 1936–1938: Schameitkehmen 1938–1946: Walkenau | Schosseinoje    |
| Klein Siegmuntinnen, 1928–1946: Siegmundsfelde | Baikal          |  | *Tammowischken, 1938–1946: Tammau                            | Timofejewka     |
| Klein Stobingen, 1939–1946: Stobingen          | Gussewka        |  | *Tarpupöhnen, 1928–1946: Bergfriede                          |                 |
| Kosacken                                       | Kosakowo        |  | *Tarpupp, 1938–1946: Angermoor                               |                 |
| Kraupischkehmen, 1938–1946: Erdmannsruh        | Saliwnoje       |  | Trakinnen, 1938–1946: Tannenschlucht                         |                 |
| Krusinn                                        |                 |  | Uranienhof                                                   |                 |
| Kummetschen                                    |                 |  | Wengerin                                                     |                 |
| *Lenkeitschen, 1938–1946: Angerbrück           | Aistowo         |  | Zaupern                                                      |                 |

### Pfarrer
Von der Zeit der Reformation bis zum Kriegsende 1945 amtierten an der Stadtkirche in Insterburg als evangelische Geistliche die Pfarrer:

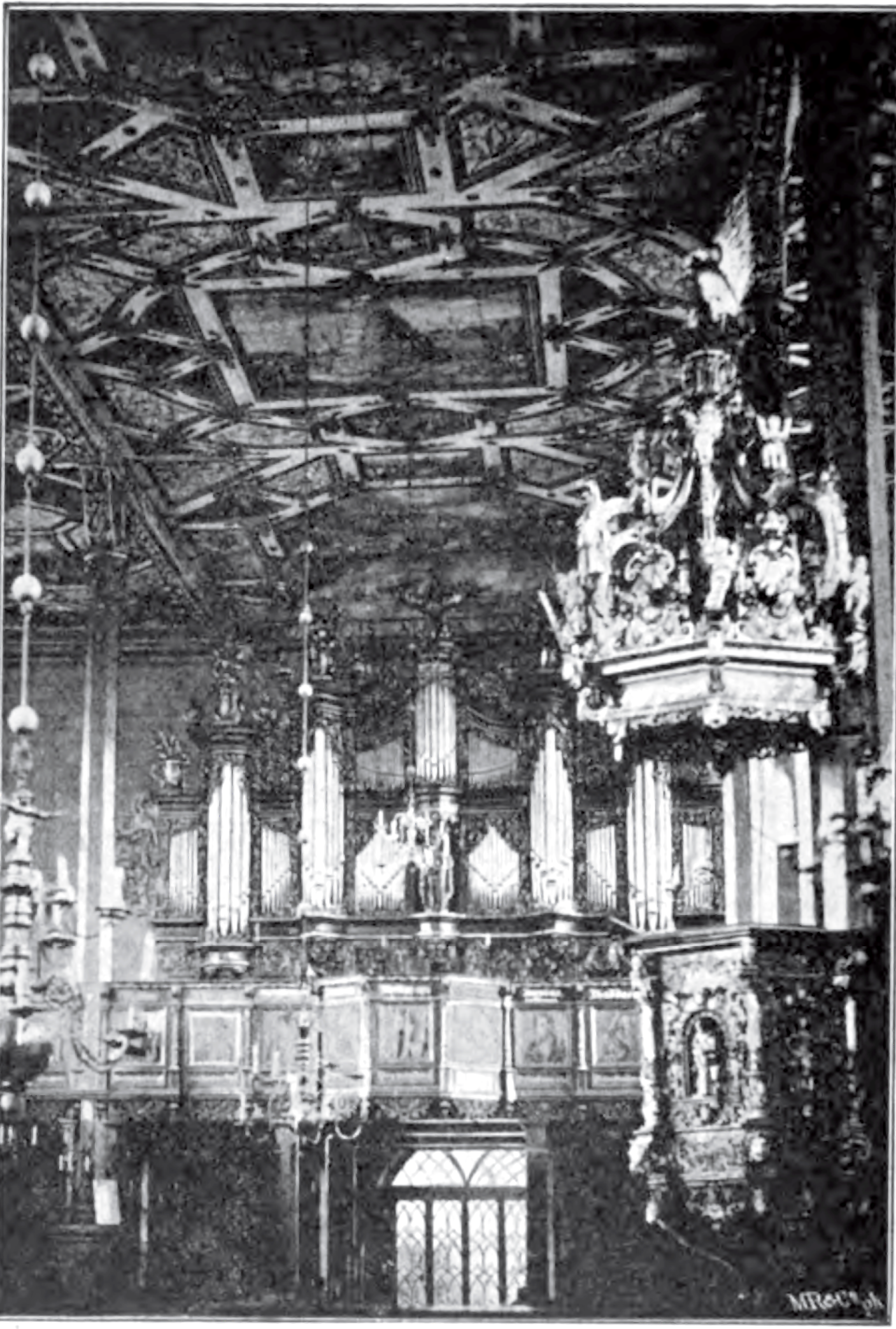
Preuß-Orgel von 1764 in der Insterburger Lutherkirche

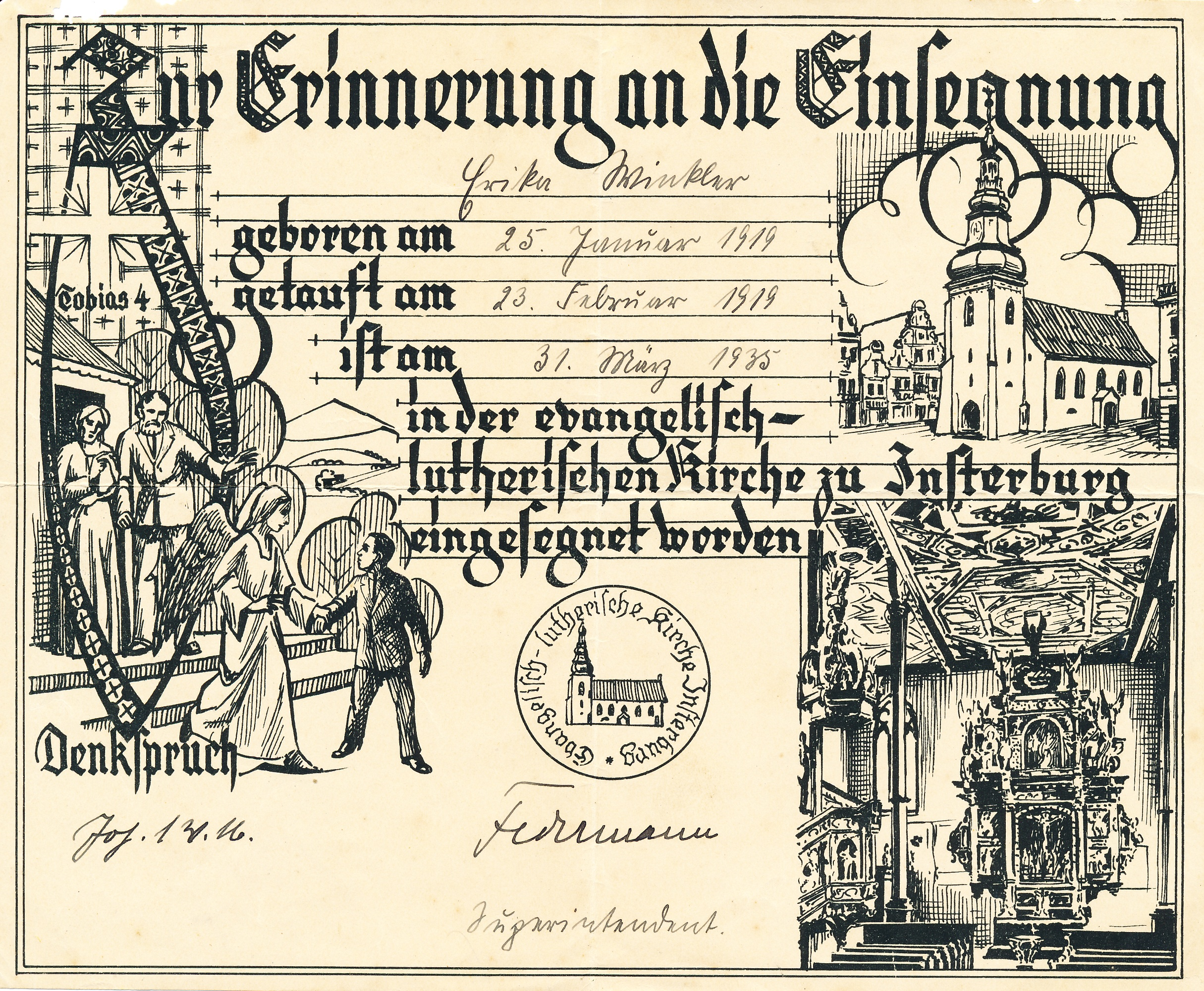
Lutherkirche Insterburg Einsegnungsurkunde 1935

- J. Tortilovitz von Batocki, 1525–1537
- Ulrich Bingelstedt, 1537–1575
- Peter Artopäus, ab 1568
- Johann Sperber, 1575–1594
- Johann Höpner, 1581/1590
- Leonhard Antonick, 1593–1610
- Georg Rasch, ab 1595
- Thimoteus Fabricius, 1608–1617
- Christoph von Stein, 1610–1625
- Peter Nicolai, 1617–1640
- Valentin Feuerstock, 1626–1653
- Matthias Sethus, 1640–1654
- Abraham Hafner, 1653–1687
- Johann Pedanus, 1654–1657
- Sebastian Möller, 1657–1674
- Melchior Becker, 1674–1694
- Friedrich Portatius, der Sohn von Ännchen von Tharau, 1675–1687
- Heinrich Pusch, 1688–1694
- Johann Friedrich Fock, 1694–1729
- Georg Funck, 1694–1695
- Christ. Gottfr. Tilesius, 1695–1699
- Joh. Matthäus Grünmüller, 1699–1706
- Jacob Perkuhn, 1707–1711
- Johann Behrendt, 1711–1737
- Adam Heinrich Pilgrim, 1727–1757
- Benedict Friedrich Hahn, 1737–1767
- Jacob Heinrich Gartz, 1757–1762
- Friedrich Sperling, 1762–1802
- Samuel Müller, 1768–1792
- August Friedrich Heydemann, 1792–1842
- Karl Gottlieb Bauer, 1803–1810
- Karl Albrecht Sperling, 1803–1818
- Andreas Friedrich Zippel, 1818–1831
- Karl Friedrich Wilhelm Geßner, 1832–1847
- Casimir Iwan Weber, 1842–1882
- Louis Kalau vom Hofe, 1847–1850[8]
- Samuel Louis Porsch, 1850–1873[8]
- Friedrich Oskar Meder, 1873–1876
- Eduard O. David Em. Köhler, 1877–1892
- Franz Carl Hermann Pötz, 1883–1890
- Emanuel Carl Fr. Eschenbach, 1891–1901
- Louis Adolf Emil Sternberg, 1893–1901
- Otto Friedrich J. Kolbe, 1893–1907
- Hans K. H. Leidreiter, 1901–1926
- Gustav Fedtke, ab 1907
- Friedrich Johann Rathke, 1907–1935
- Ernst Hecht, 1921–1931
- Hermann Federmann, 1926–1938
- Emil Nitz, 1929–1945
- Kurt Schalaster, 1935–1945
- Gerhard Bolz, 1937–1945
- Ernst Johann Füg, 1940–1945